# Junts pel Sí
Junts pel Sí (JxSÍ; en español, «Juntos por el Sí») fue una candidatura electoral para las elecciones al Parlamento de Cataluña de 2015. Se trataba de una coalición electoral formada por Convergencia Democrática de Cataluña (CDC), Esquerra Republicana de Catalunya (ERC), Demócratas de Cataluña y Moviment d'Esquerres, cuyo objetivo era la declaración de la independencia de Cataluña.
Contó con el apoyo de las organizaciones independentistas Òmnium Cultural, la Asociación de Municipios por la Independencia, Asamblea Nacional Catalana (ANC), Súmate, Solidaritat Catalana per la Independència, Reagrupament, Catalunya Sí, Catalunya Acció y Avancem. La Candidatura d'Unitat Popular (CUP) fue invitada a unirse a la lista, pero finalmente declinó unirse a ella.
Su cabeza de lista por Barcelona fue el exeurodiputado de ICV Raül Romeva, seguido de Carme Forcadell (ANC), Muriel Casals (Òmnium Cultural), Artur Mas (CDC) y Oriol Junqueras (ERC). Por Gerona, el cabeza de lista fue el cantautor Lluís Llach, por Tarragona el economista Germà Bel, y por Lérida el funcionario Josep Maria Forné.
El 9 de enero de 2016 Artur Mas (cuarto en la lista de Junts pel Sí en Barcelona y supuesto candidato a la presidencia de la Generalidad de Cataluña), anunció en rueda de prensa que no se presentaba finalmente, proponiendo a Carles Puigdemont como candidato a presidente, tras las negociaciones con la Candidatura de Unidad Popular (CUP).

## Historia

### Orígenes de la candidatura

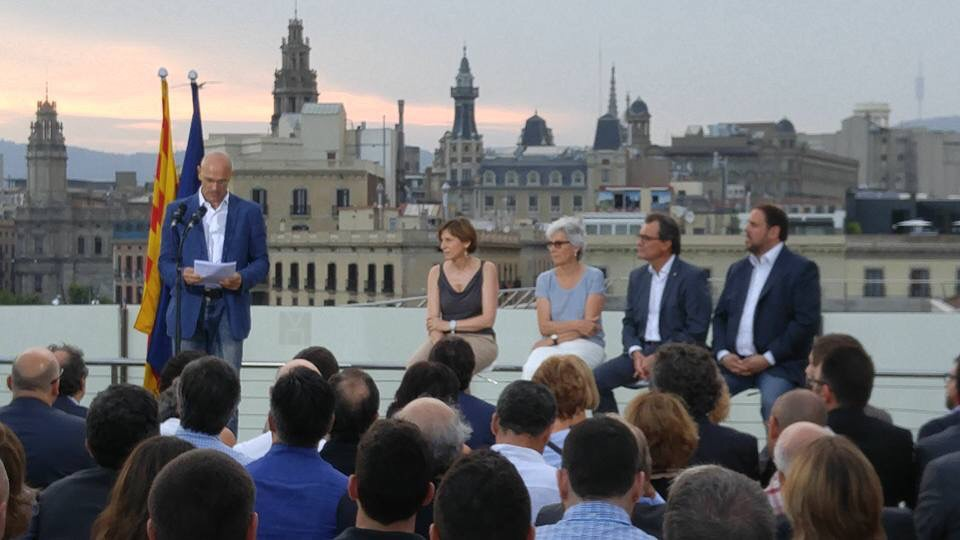
Presentación de la coalición el 20 de julio de 2015.

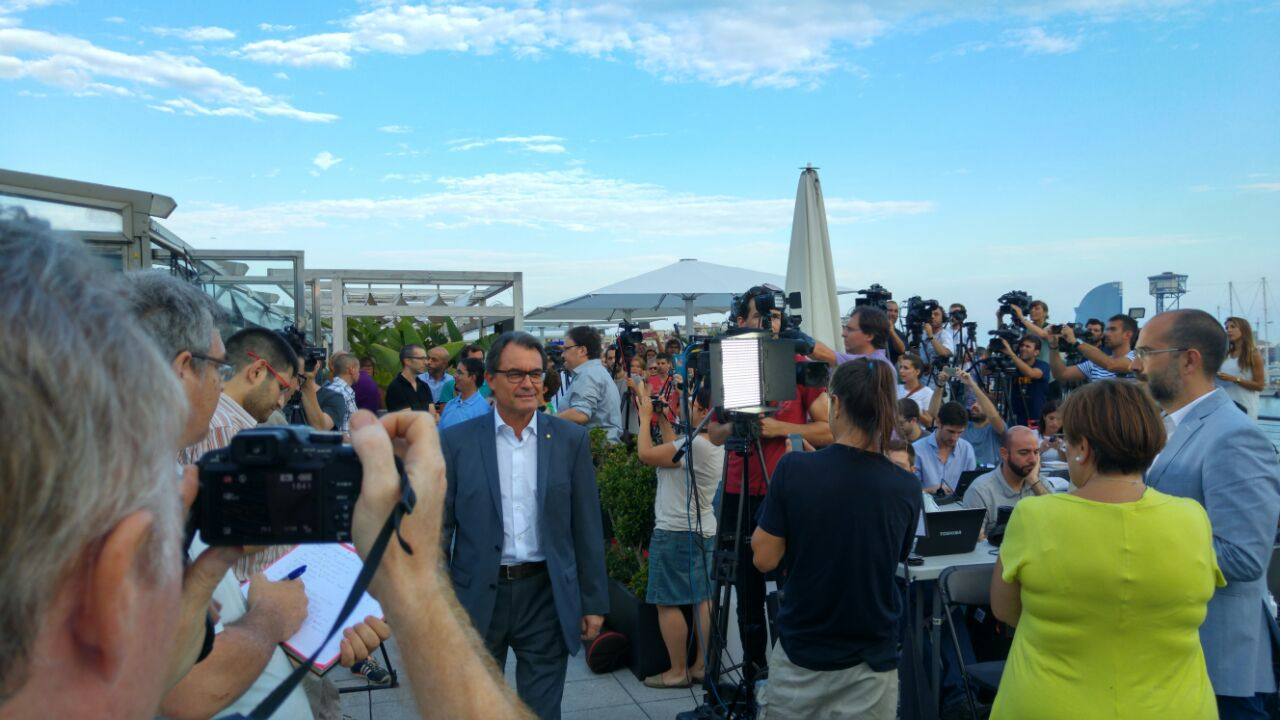
Artur Mas entrando en el acto de presentación de Junts pel Sí.

A mediados de julio de 2015, las negociaciones entre CDC, ERC y las entidades independentistas ANC y Òmnium llevaron a un acuerdo para una lista independentista para las elecciones al Parlamento de Cataluña de 2015. En el acuerdo, aprobado tanto por la dirección de CDC como por la de ERC, se designó que la lista de Barcelona fuera encabezada por tres personalidades independientes, seguidas de Artur Mas, Oriol Junqueras y 3 independientes más. A partir del número 8 de las listas, las personas adscritas serían de CDC o de ERC, en una proporción del 60% - 40% respectivamente, con presencia de gente de Demócratas de Cataluña y de Movimiento de Izquierdas.
La Candidatura de Unidad Popular (CUP) fue invitada a unirse a la lista, pero se negó argumentando había cambiado la propuesta inicial para una lista con políticos, en la que no quería participar.
En este acuerdo, además, quedaba claro que si esta era la candidatura ganadora de las elecciones, el lugar que se propondría para la Presidencia de la Generalidad sería por Convergencia, mientras que los puestos de vicepresidencia y Presidencia del Parlamento de Cataluña corresponderían a Esquerra. Así, Mas seguiría como presidente, y Oriol Junqueras se convertiría en el vicepresidente de Cataluña. Además, este acuerdo preveía que, en caso de salir ganadora, la candidatura propondría un Gobierno de concentración, en el que la CUP rechazó estar desde el principio.
La candidatura de Junts pel Sí se presentó públicamente el 20 de julio de 2015 en la terraza del Museo de Historia de Cataluña, con la presencia de los cinco primeros miembros de la lista por Barcelona (los confirmados en ese momento), y delante de todos los partidos y entidades que apoyaban, además de un amplio despliegue de los medios de comunicación.

### Configuración de las listas
El 24 de julio de 2015 Junts pel Sí recibió el apoyo de Solidaritat Catalana per la Independència, después de que el partido lo hubiera preguntado en un referéndum y que la opción mayoritaria hubiera sido el SI (para más del 80%). Ese mismo día se hicieron públicos los nombres de los cabezas de lista de Gerona y Tarragona, por este orden: Lluís Llach y Germà Bel, respectivamente. La lista por la provincia de Barcelona sería cerrada por el entrenador de fútbol Pep Guardiola. El Parlamento de Cataluña llevó a cabo el último pleno de la X legislatura, en el que muchos de los parlamentarios tuvieron la oportunidad de despedirse ya que quizás no repetirían a la XI legislatura, sin hacer demasiado hincapié en las elecciones de septiembre. No debería haber sido la última sesión, pero como el 3 de agosto se convocarían elecciones anticipadas, esta era la última semana de la legislatura.
Al día siguiente, el sábado 25 de julio, en un Consejo Nacional, Esquerra Republicana de Catalunya avaló positivamente la lista conjunta con Convergencia, tras ratificar la dirección del partido. También hizo públicos los nombres republicanos que irían a las listas, mezclados con los independientes y los convergentes. El mismo día se supo que Proceso Constituyente no apoyaría ninguna de las candidaturas por el derecho a decidir (Junts pel Sí, CUP y Catalunya Sí que es Pot), y que ni siquiera se presentaría a las elecciones del 27 de septiembre.

### Campaña electoral
A finales de agosto, al tiempo que la coalición electoral preparaba su estrategia de cara a las elecciones del 27-S, se hizo pública una encuesta interna realizada por ERC en la cual la Lista unitaria no obtendría la mayoría absoluta y quedaría lejos de este objetivo, incluso contando con el apoyo de otras fuerzas políticas externas como la CUP.
Además, el registro policial de la sede de Convergéncia Democrática de Cataluña durante una investigación anticorrupción generó un gran revuelo por cuanto afectaba a uno de los partidos que constituían la candidatura unitaria, y especialmente a uno de sus impulsores, Artur Mas. Ante este hecho, los líderes de Junts pel Sí respondieron con un acto público de unidad ante lo que consideraban unas "amenazas" del Estado contra el proceso soberanista.